# Негба
Не́гба (ивр. נגבה‎) — кибуц на юге Израиля. Расположен в северной части пустыни Негев, недалеко от городов Кирьят-Малахи и Ашкелон. Административно относится к региональному совету Йоав.
Название кибуца основано на стихе из Книги Бытия (Быт. 13:14), где Бог повелевает Аврааму обратить свой взор и пройти по всей земле Израиля на север, юг, восток и запад. Слово «негба» на библейском иврите означает «на юг».

## История

### Основание кибуца
Кибуц Негба был основан 12 июля 1939 года как часть программы «стена и башня». Первыми поселенцами были члены организации «Ха-Шомер Ха-Цаир» из Польши. Негба стала самым южным еврейским поселением в Подмандатной Палестине.

### Битва за Негбу
Во время арабо-израильской войны 1948 года египтяне захватили полицейский участок Ирак-Сувейдан, форт Тегарт, названный в честь близлежащей арабской деревни, который контролировал дорогу в Негев. Помимо полицейского участка, египтяне захватили арабские деревни вблизи кибуца, откуда они нападали на еврейские автомобили, следовавшие по дорогам из Ашкелона в Хеврон и Иерусалим.
Кибуц был разрушен в ходе ожесточенных боев, которые продолжались три месяца. 9 ноября 1948 года, после поражения египетской армии в ходе операции «Йоав», полицейский участок был захвачен Армией обороны Израиля .
Рядом с военным кладбищем сооружен мемориал павшим воинам: мужчина и женщина из кибуца с сражающимся солдатом. Рядом с мемориальной статуей стоит египетский танк. Водонапорная башня кибуца, испещренная пулевыми отверстиями, является свидетельством ожесточенной битвы.

## Население
По данным Центрального статистического бюро Израиля, население на начало 2020 года составляло 1 484 человека.

### Галерея

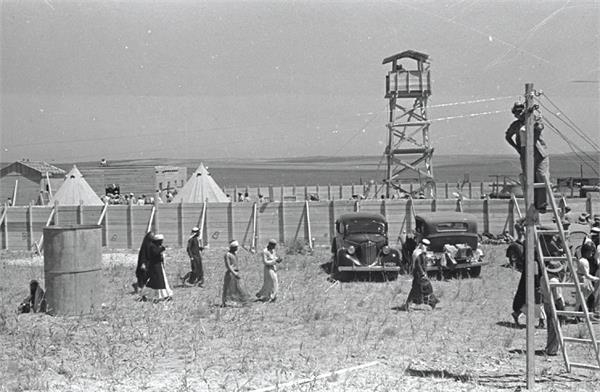
Основание Негбы 1939
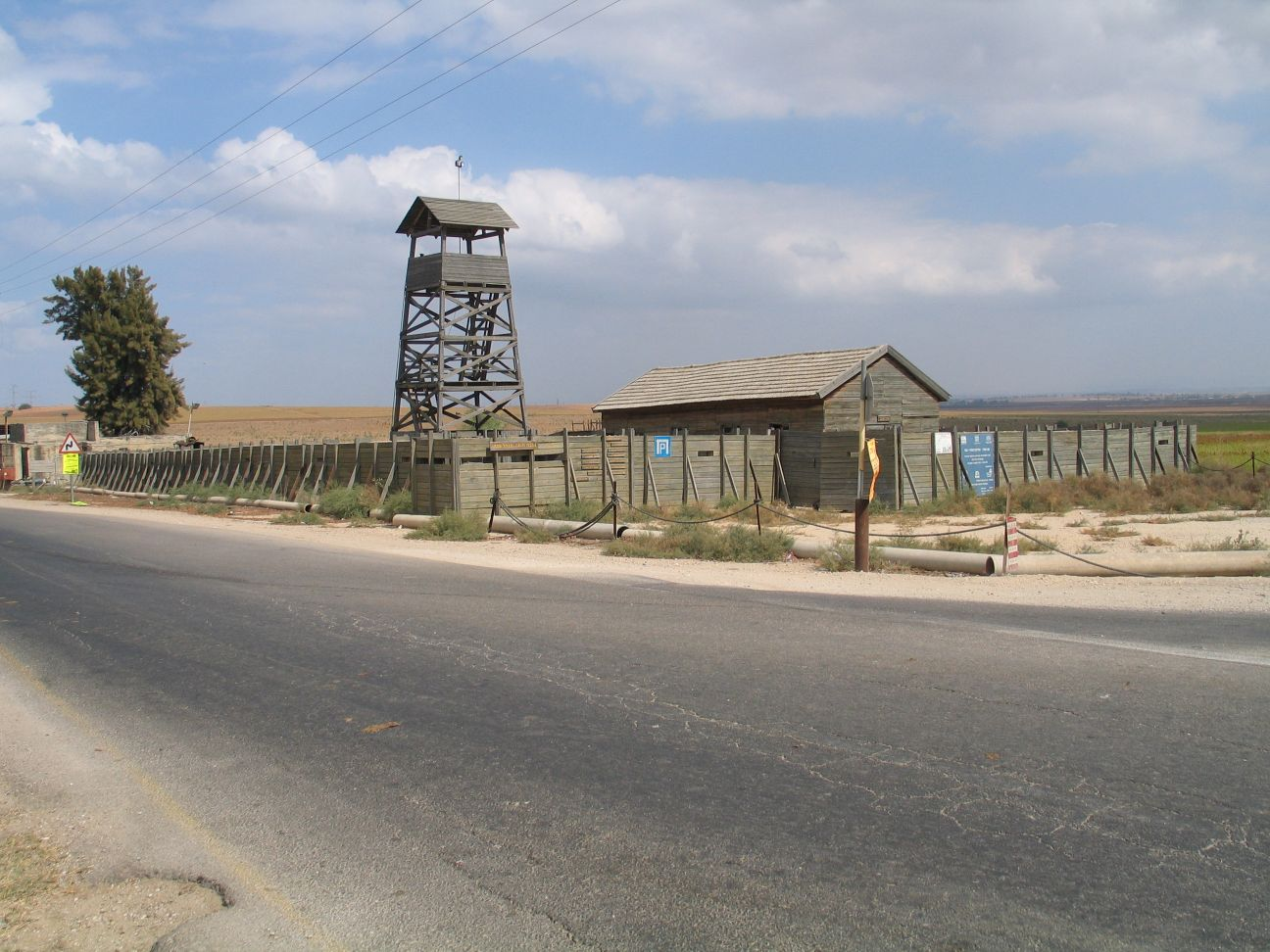
Копия башни и частокола
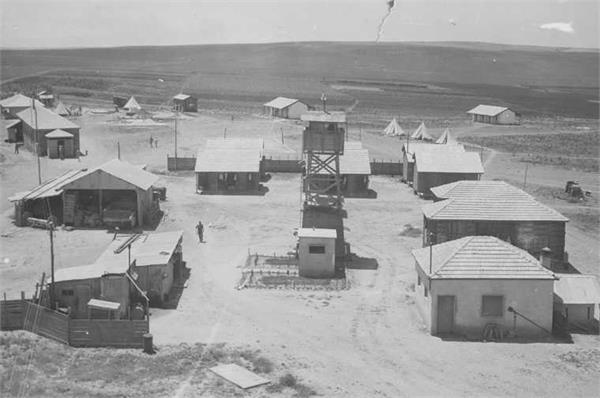
Негба 1942
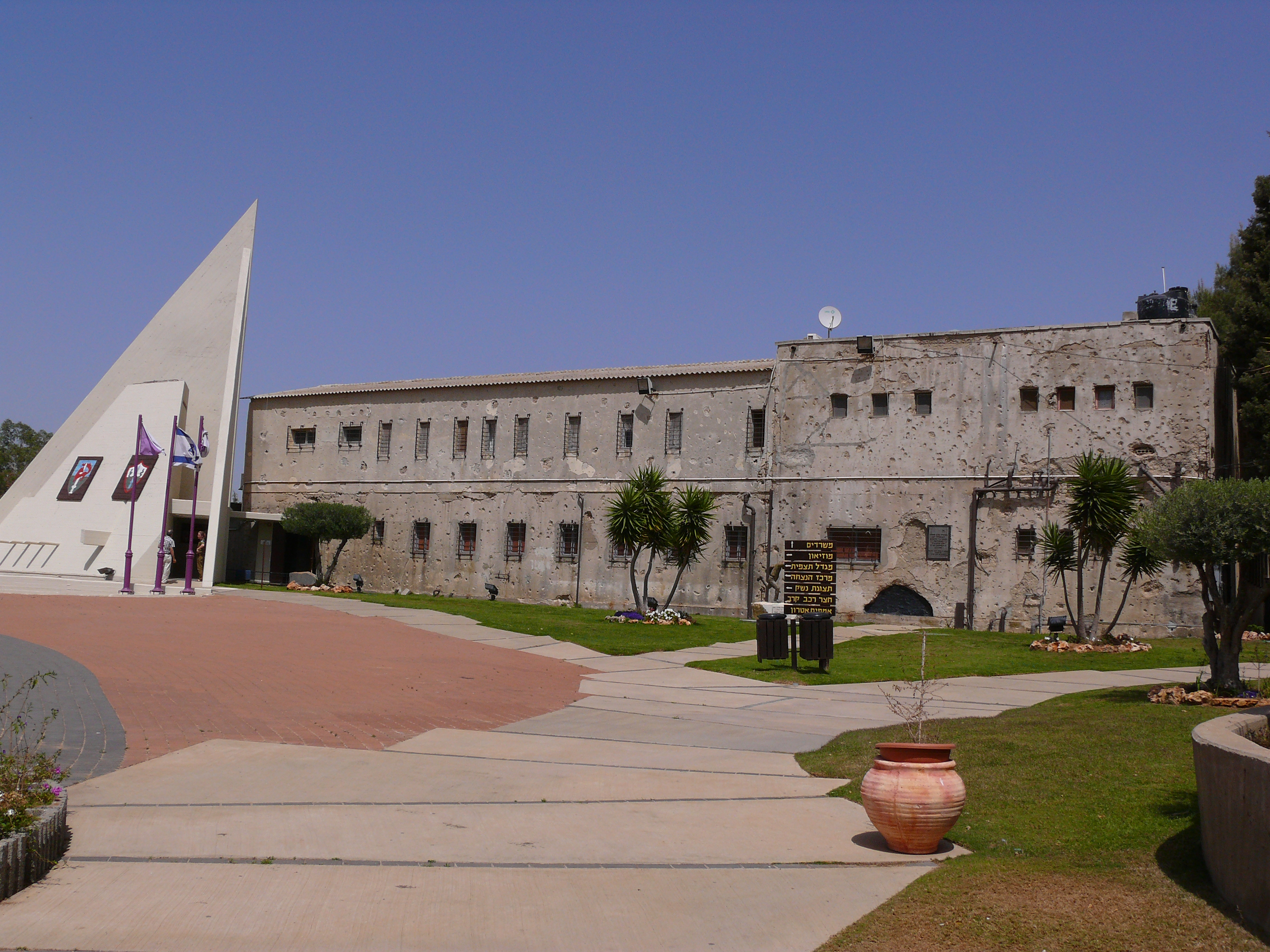
«Мезтудат Йоав», бывший полицейский участок в Ираке Сувейдан
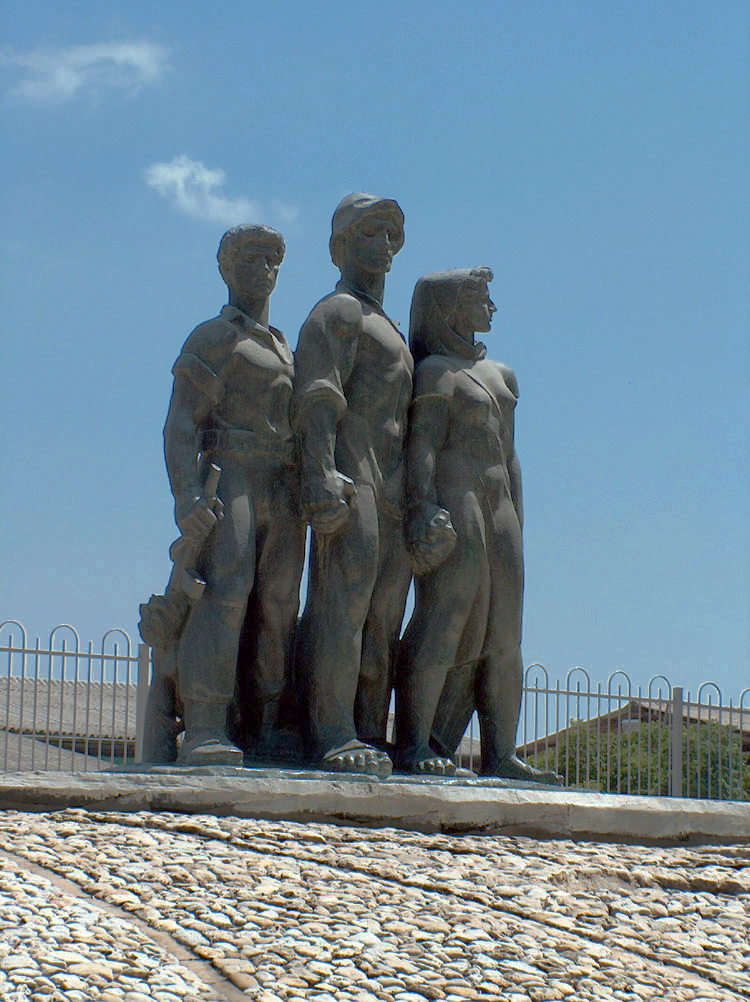
Натан Рапопорт, мемориал участникам боев 1948 года

## Экономика
Основу экономики кибуца составляют птицеводство, скотоводство, садоводство, овощеводство и две фабрики. Здесь также есть исторический музей с реконструированной моделью «Забора и башни». Негба вместе с Сде-Йоавом управляют Хамей-Йоавом, спа-центром с горячими источниками и термоминеральными ваннами.